# Littenbach (Rheintaler Binnenkanal)
Der Littenbach ist ein etwa über 11 Kilometer langes Fliessgewässer im St. Galler Rheintal im Ostschweizer Kanton St. Gallen. Er entwässert einen Teil der nordöstlichsten Ausläufer der Appenzeller Voralpen und mündet von Südwesten und links in den Rheintaler Binnenkanal.

## Geographie

### Verlauf
Fallbach
Oberhalb von Oberegg entspringt der Fallbach in einer Höhe von 1060 m ü. M. als Schneietenbach. Beim Zusammenfluss des Sulzbächli mit dem Fallbach erhält er den Namen Littenbach.
Littenbach
Anschliessend bildet der Littenbach einen 8 m hohen Wasserfall, bevor er durch das Taatobel in Richtung Berneck fliesst.
Der Littenbach mündet schliesslich von Südwesten kommend auf einer Höhe von 404 m ü. M. in Au von links in den aus den Süden heranziehenden Rheintaler Binnenkanal.

### Einzugsgebiet
Das 14,73 km² grosse Einzugsgebiet des Littenbachs liegt in den Appenzeller Voralpen und wird durch ihn über den Rheintaler Binnenkanal, den Alten Rhein und den Rhein zur Nordsee entwässert.
Es besteht zu 30,6 % aus bestockter Fläche, zu 49,2 % aus Landwirtschaftsfläche, zu 19,6 % aus Siedlungsfläche und zu 0,6 % aus unproduktiven Flächen.
Die Flächenverteilung
Die mittlere Höhe des Einzugsgebietes beträgt 710,7 m ü. M. Die höchste Erhebung ist der Grauenstein mit einer Höhe von 1116 m ü. M. im Südwesten des Einzugsgebietes.

### Zuflüsse
(Direkte und indirekte Zuflüsse, jeweils von der Quelle zur Mündung)
Littenbach
- Fallbach (rechter Quellbach, Hauptstrang) 4,5 km (mit Schneietenbach  6,4 km), südöstlich von Sulzbach
  - Schneietenbach (linker Quellbach) 1,8 km, westlich von Oberegg
  - Eugstbach (rechter Quellbach) 1,8 km, westlich von Oberegg
  - Moosbach (rechts) 1,3 km, südlich von Oberegg
  - Blaubach (links) 1,8 km, nördlich von Reute
    - Schitterbach (links) 0,6 km, östlich von Oberegg
      - Städelibach (links) 0,3 km, östlich von Oberegg

  - Oberrütibach (rechts) 0,9 km, östlich von Reute
    - Litenbach (rechts) 0,3 km, südlich von Reute
- Sulzbächli (linker Quellbach, Nebenstrang) 1,5 km, südöstlich von Sulzbach
- → (Abzweig des Mülibachs) (nach links) 1,3 km, in Berneck
- ← (Rücklauf des Mülibachs) (von links)
- Kübach (Schlifibach) (links) 3,3 km, nordöstlich von Berneck
  - Sackbach (rechts), 1,0 km
  - Hasetbach (links) 0,7 km, Unterfeld
- Kobelbach (links) 1,3 km, südöstlich von Kobel
  - Täschenleererbach (links) 0,4 km, Kobel
- Haslachbach (links) 0,4 km, Au

## Hydrologie
Bei der Mündung des Littenbachs in den Rheintaler Binnenkanal beträgt seine modellierte mittlere Abflussmenge (MQ) 300 l/s. Sein Abflussregimetyp ist pluvial supérieur und seine Abflussvariabilität beträgt 24.

## Umwelt

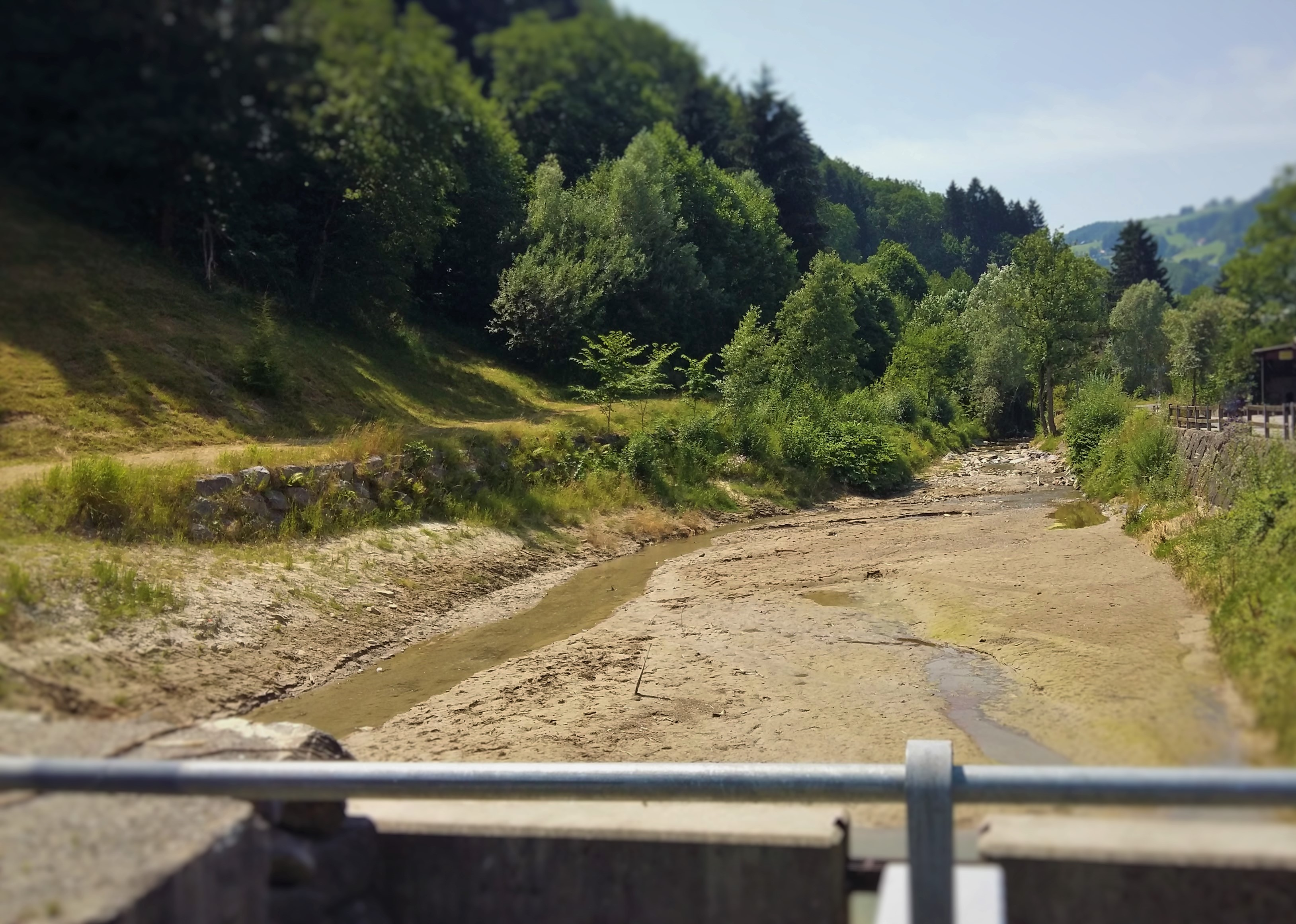
Schwemmgutsammler in Berneck von der Schlossbrücke gesehen
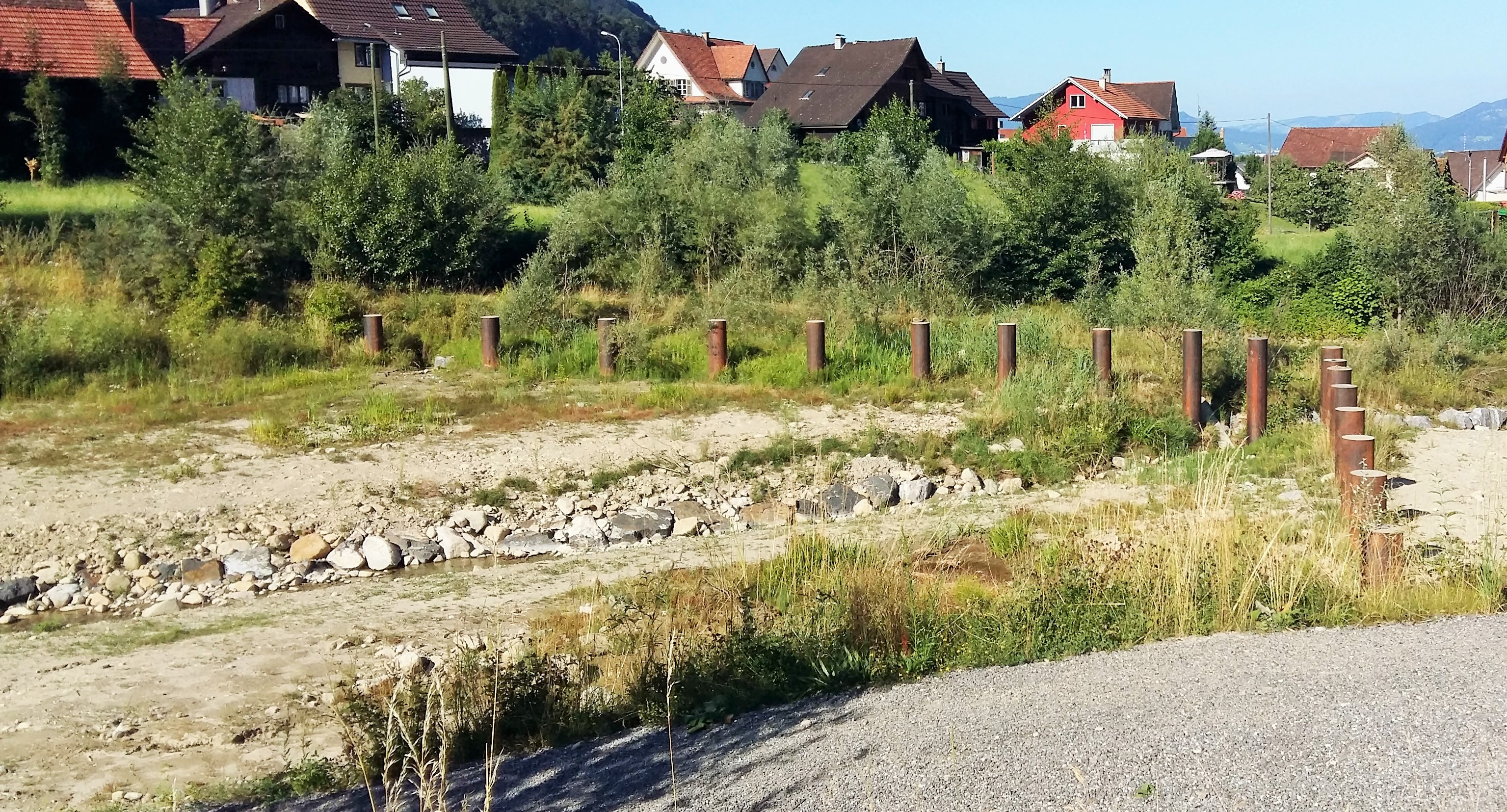
Schwemmgutsammler im Bereich Schossenriet

An seinem Unterlauf wurde der Littenbach im Rahmen der Melioration der Rheinebeneerheblich korrigiert, ausserdem wurde der Flusslauf künstlich verändert, um mehr Kulturland im Riet zu gewinnen. Um die Gefahren von Schwemmgut und Geschiebe bei Hochwasser zu verringern wurden Geschiebesammler vor der Schlossbrücke und im Bereich Schossenriet eine Schwemmgutsperre mit Geschiebesammler erstellt.

## Galerie

Der Littenbach
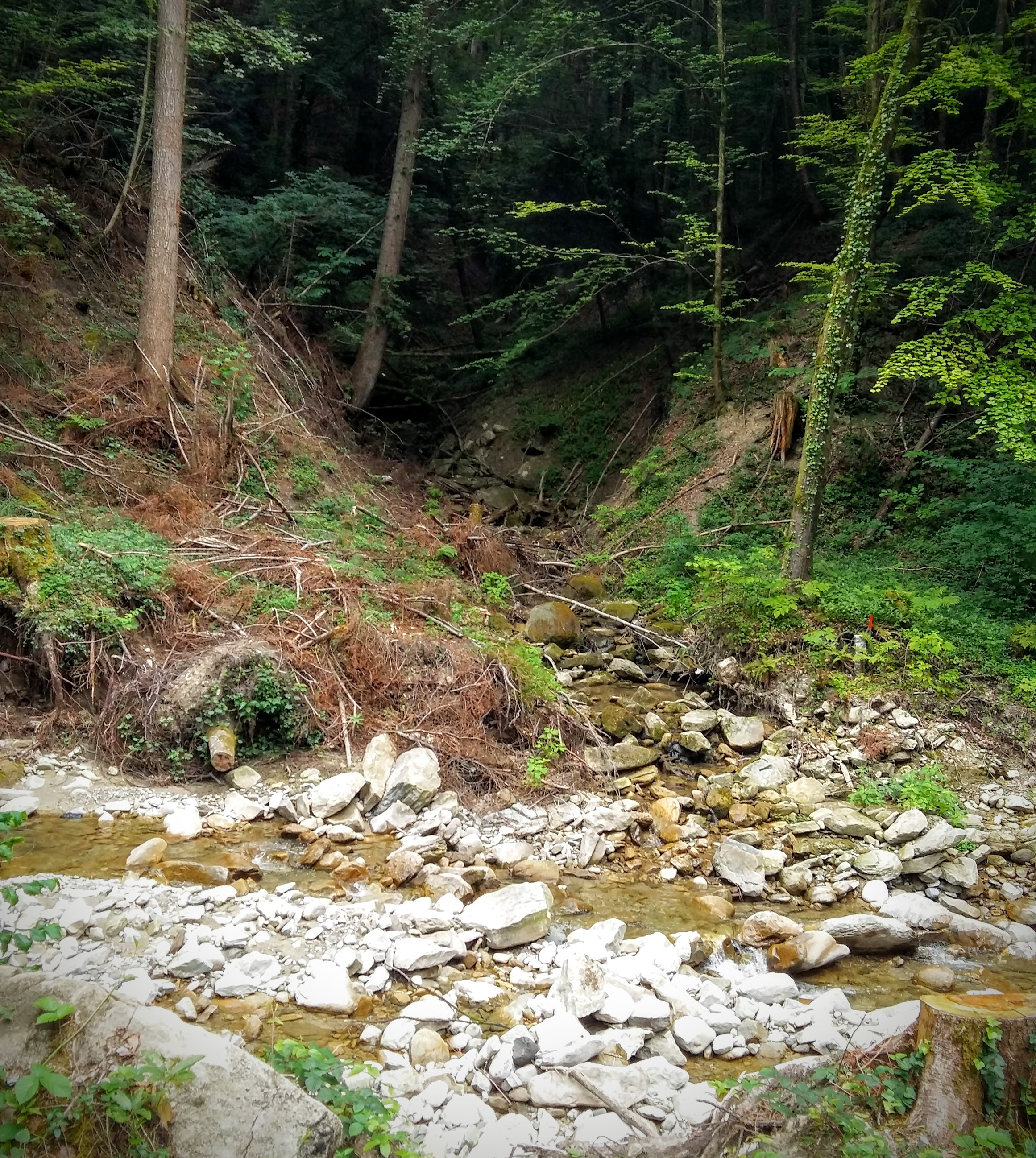
… vor dem Taatobel, beim Zusammenfluss von Fallbach (von links) und Sulzbächli (von oben)
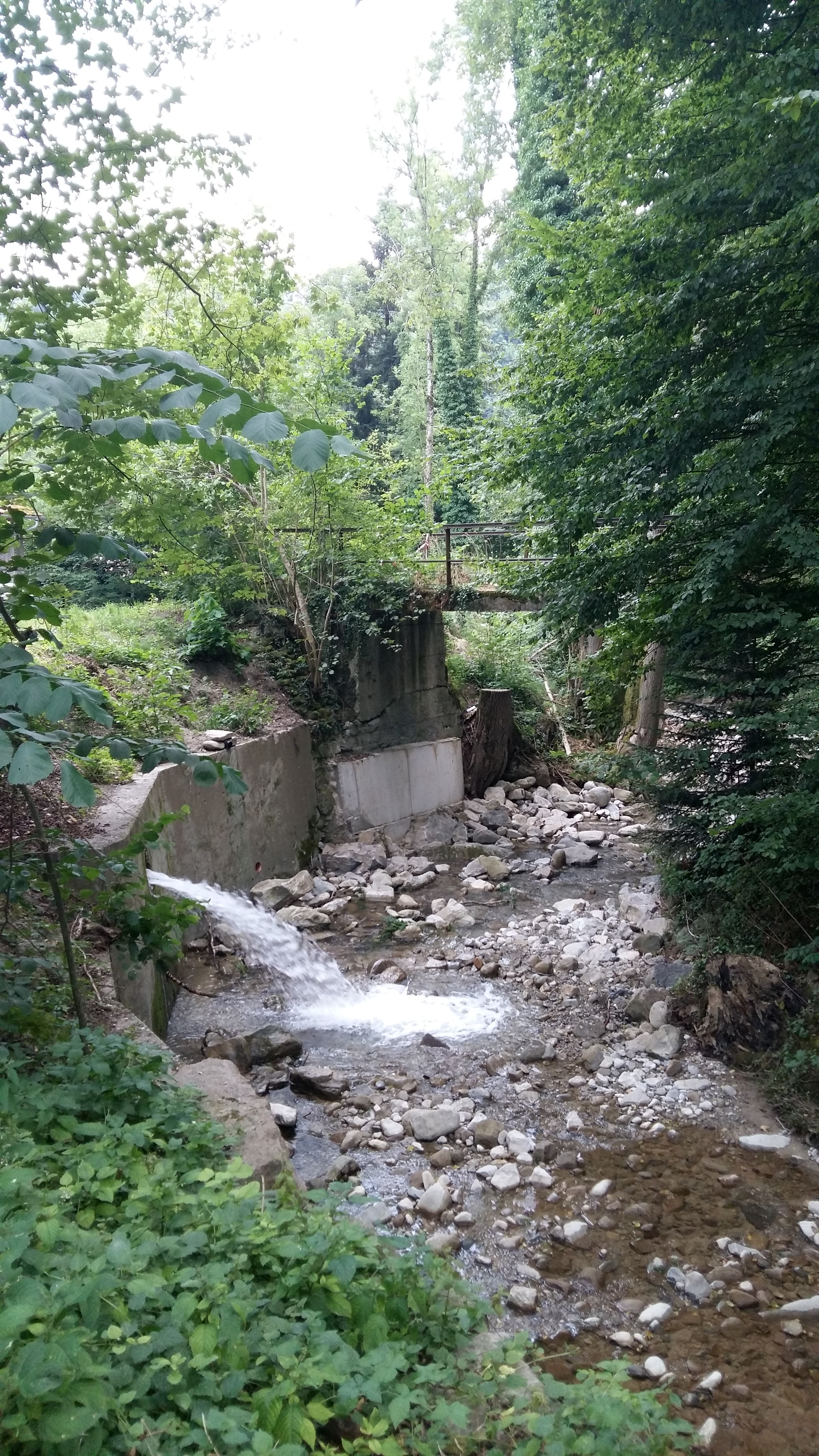
… bei der Obermühle in Berneck. Rückfluss des Abwasser der Obermühle (Mülibach) und alte Mülibrugg
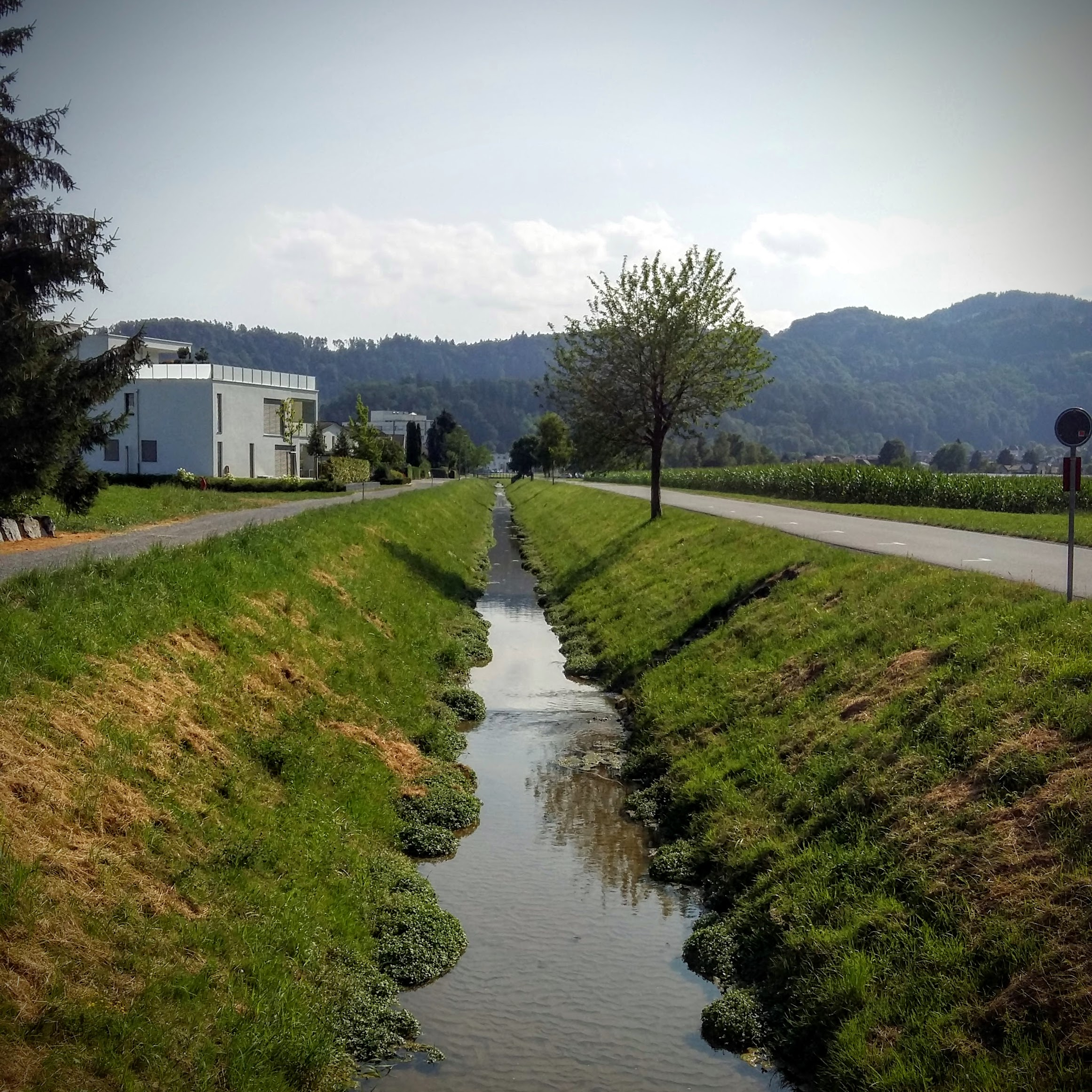
… zwischen Berneck und Au (Blickrichtung Berneck)
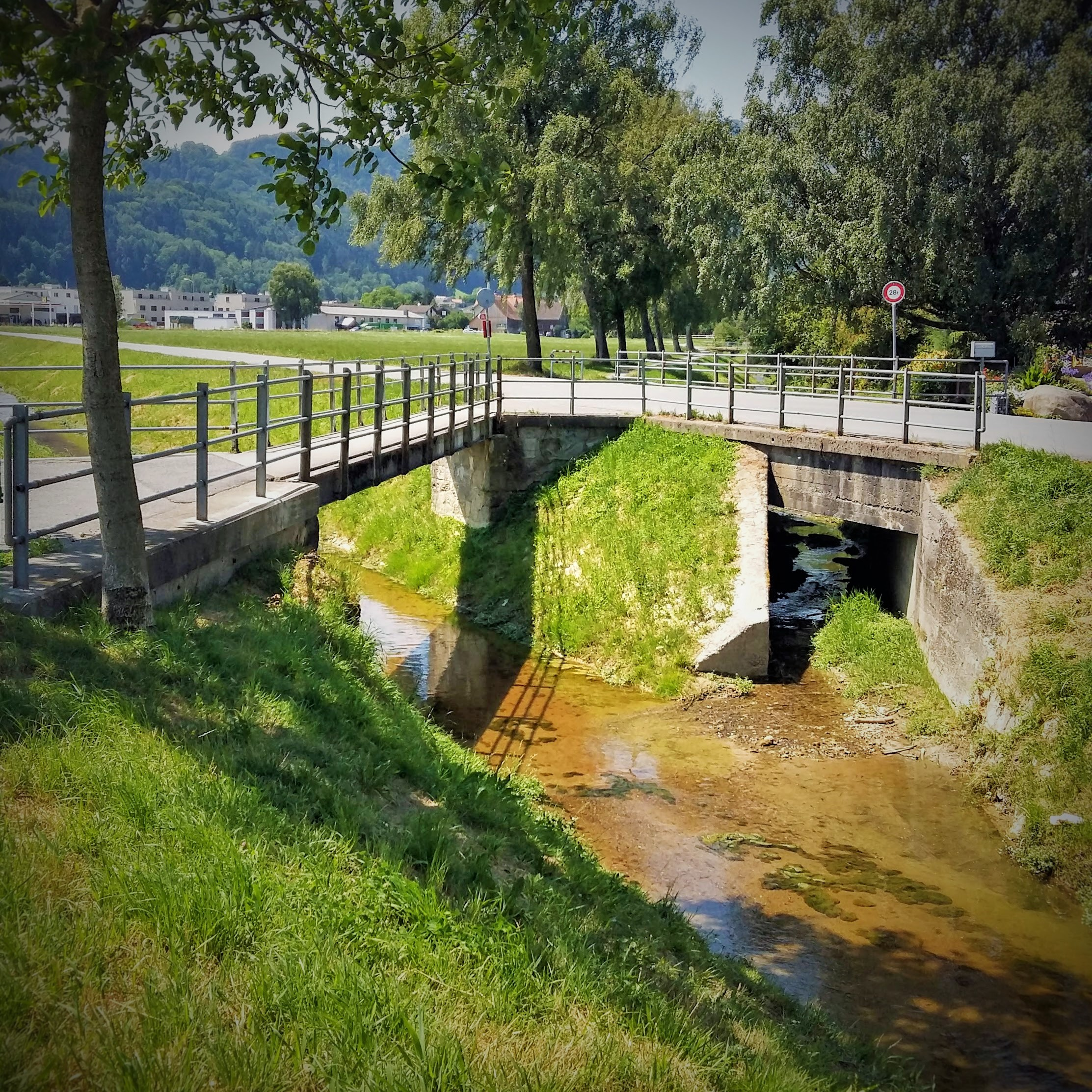
Einmündung des Kübachs (von oben) in den Littenbach (von links)
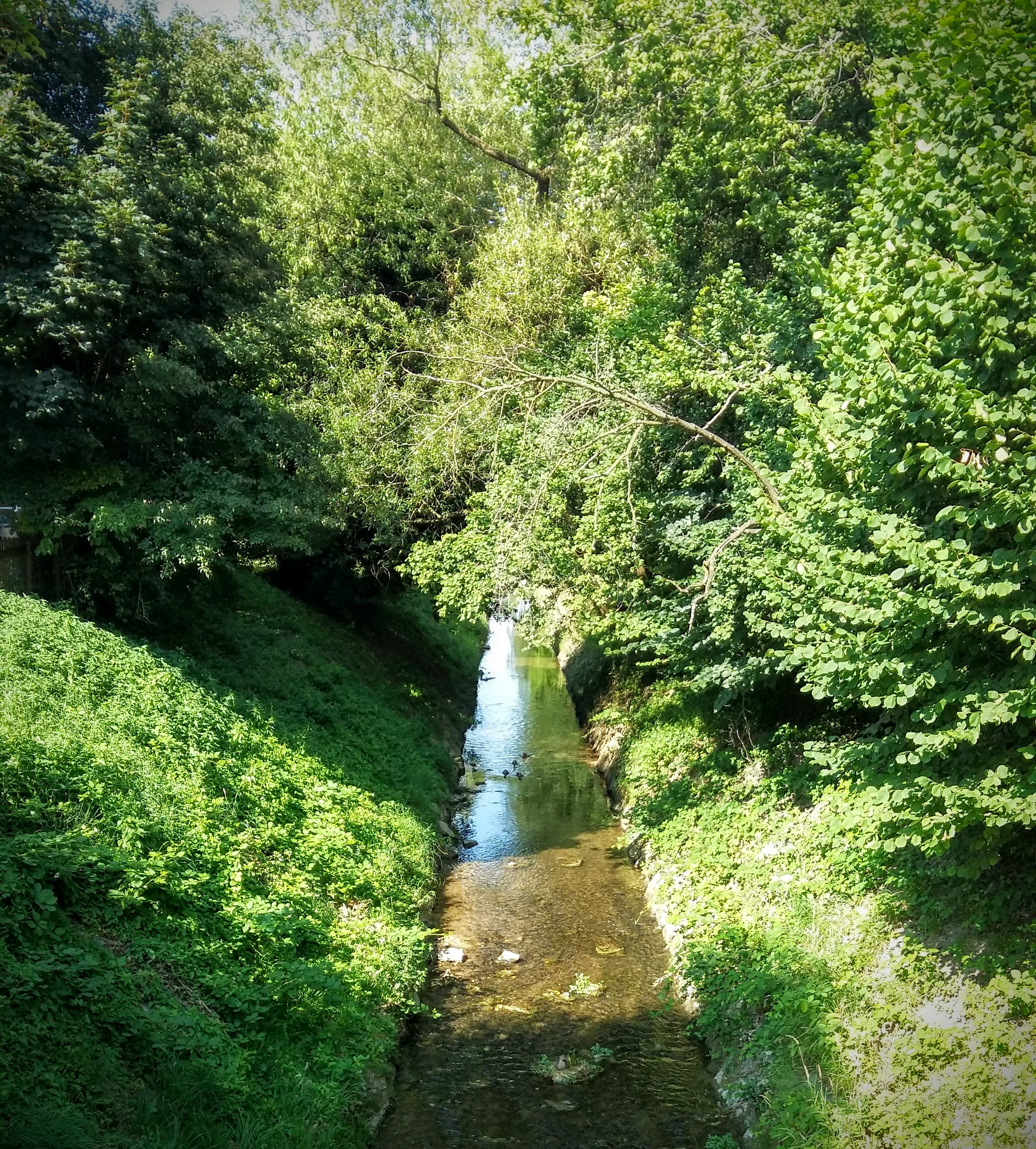
… in Au vor der Einmündung in den Rheintaler Binnenkanal
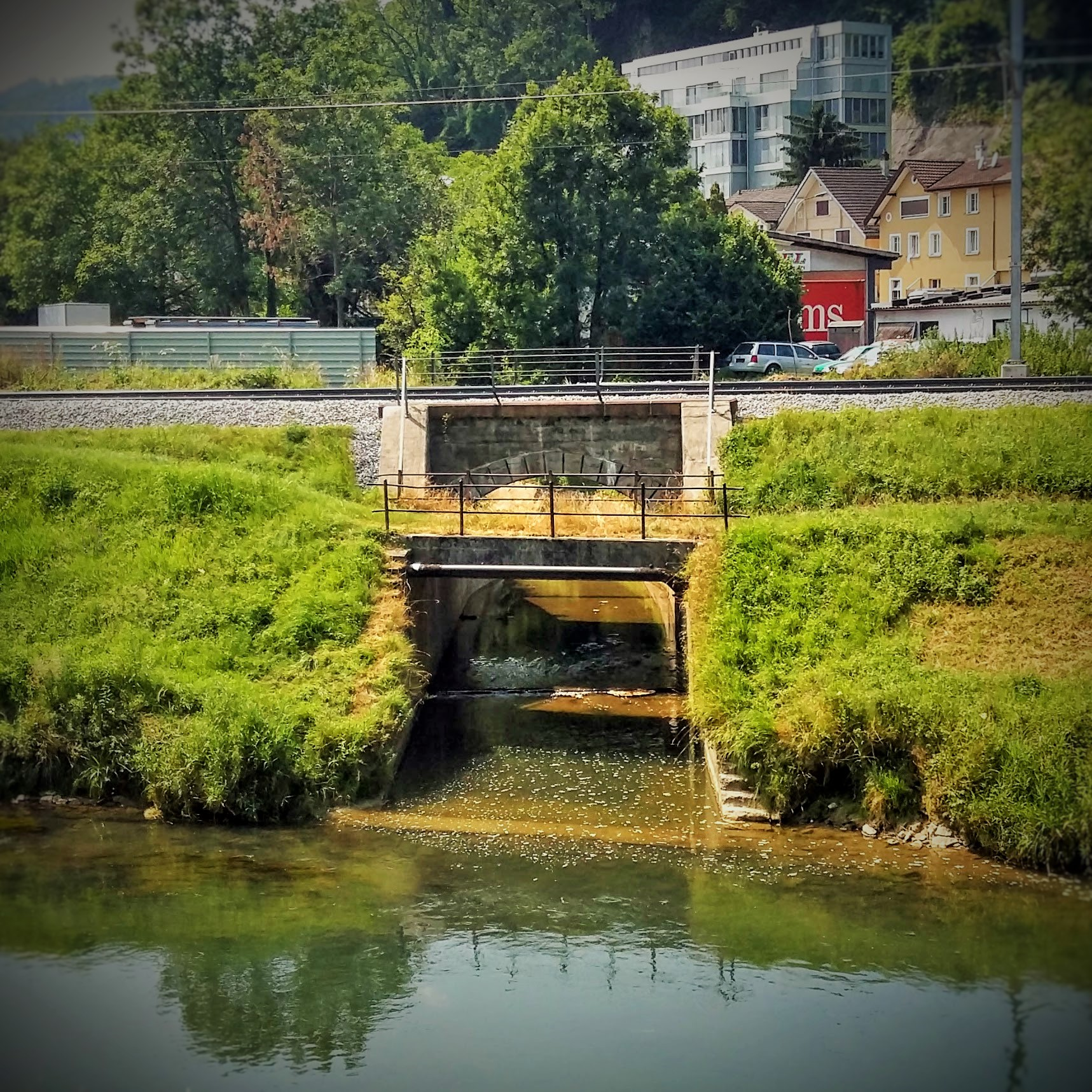
Einmündung des Littenbachs in den Rheintaler Binnenkanal in Au